# Risen (gra komputerowa)
Risen – fabularna gra akcji opracowana przez firmę Piranha Bytes, autora znanej serii gier Gothic. Gra została zaprezentowana na targach Games Convention 2008. Gra została wydana w Niemczech 2 października 2009 roku, zaś w Polsce tydzień później.

## Fabuła gry
Akcja gry Risen rozgrywa się na wyspie Faranga, pośrodku której położony jest ogromny wulkan ściśle związany z fabułą. Wokół wulkanu ukształtowały się różne krajobrazy, takie jak tereny górzyste, obszary bagienne czy skaliste zbocza. W grze bohater może zbierać rozmaite rośliny, także takie, które są niebezpieczne i trujące. Na wyspie można napotkać różnorodne i liczne potwory, którym bezimienny bohater musi stawić czoła. W całym świecie gry, gracz spotyka trzy różne frakcje, jednak twórcy zrezygnowali z takich postaci jak orkowie. Według twórców świat gry ma więcej wspólnego ze światem realnym, niż z fantasy typu tolkienowskiego. Zarządcą wyspy jest potężny inkwizytor, człowiek bardzo brutalny a jednocześnie tajemniczy, szukający w pobliżu artefaktów z pradawnych świątyń. W trakcie rozgrywki bohater napotyka dużo bohaterów niezależnych, którzy zlecają mu różne misje, zachęcają do przyłączenia się do danej frakcji, czy też proponują sprzedaż towaru w lokalnej walucie. Cała rozgrywka w Risen podzielona jest na cztery rozdziały.
Rozgrywka rozpoczyna się w momencie, gdy główny bohater zostaje wyrzucony na brzeg po rozbiciu się statku podczas burzy. Wyspą rządzi inkwizytor, który zamknął wszystkich mieszkańców wyspy w mieście z wyjątkiem poprzedniego zarządcy miasta – Don Estebana. Były zarządca wraz ze swoimi wspólnikami dąży do odzyskania kontroli nad wyspą.

## Styl rozgrywki
Styl rozgrywki w grze Risen znacząco przypomina ten znany z serii gier Gothic. Gracz wciela się w bezimiennego bohatera i nie ma wpływu na jego wygląd, charakter lub historię. Może natomiast kształtować umiejętności walki czy magii. Styl rozgrywki ma mocno zręcznościowy charakter.

## Oprawa audiowizualna
Sylwetki niektórych postaci wykonano przy użyciu 6 tysięcy wielokątów, a do wyświetlania terenu wykorzystano technologię HDR. Warstwę techniczną i fizyczną wspiera moduł silnika fizycznego PhysX, natomiast warstwę roślinności wspiera technologia SpeedTree. Gra wykorzystuje biblioteki DirectX 9. Ścieżkę dźwiękową skomponował Kai Rosenkranz, twórca ścieżek dźwiękowych do wszystkich części serii Gothic.
Na początku sierpnia 2009 roku Piranha Bytes opublikowała oficjalną wersję okładki Risen. Dodatkowo można z niej wyczytać, iż gra otrzymała klasyfikację „od 16 lat” w rankingu PEGI.

## Kontynuacja gry
Na targach GamesCom 18 sierpnia 2010 r. ogłoszono, że w produkcji jest kontynuacja gry, Risen 2: Dark Waters. Podobnie jak pierwsza część, stworzona została przez studio Piranha Bytes i wydana na platformy Microsoft Windows, Xbox 360 i PlayStation 3 w kwietniu 2012 roku.